# Hudiksvalls kyrka
Hudiksvalls kyrka är en kyrkobyggnad i centrala Hudiksvall som tillhör Hudiksvallsbygdens församling i Uppsala stift. Kyrkan heter egentligen Jakobs kyrka.

## Kyrkobyggnad
Kyrkan började byggas 1643, och blev klar 1672. När ryssarna brände städer längs norrlandskusten 1721 under det Stora nordiska kriget, så fick kyrkan en kanonkula skjuten genom korfönstret. Originalet av kanonkulan blev stulen men blev sedan ersatt av en kopia som nu hänger intill predikstolen.

## Orgel
- 1714 byggde Johan Niclas Cahman, Stockholm en orgel med 10 stämmor för 3500 daler kopparmynt. 1733 tillbyggdes orgeln av Cahman med ett ryggpositiv (6 stämmor) och pedalverk (6 stämmor) till en kostnad av 4500 daler kopparmynt.[1] Orgeln reparerades 1748 av Jonas Gren och Petter Stråhle, Stockholm.[2][3]

| Huvudverk I  | Ryggpositiv II | Pedal         |
| Principal    | Gedackt 8'     | Untersats 16' |
| Gedakt       | Principal 4'   | Principal 8'  |
| Oktava       | Flöjt 4'       | Oktava 4'     |
| Kvinta       | Kvinta 3'      | Rauskvint II  |
| Mixtur       | Oktava 2'      | Basun 16'     |
| Kvintadena   | Scharf II      | Trumpet 8'    |
| Okänt stämma |                |               |
| Okänt stämma |                |               |
| Okänt stämma |                |               |
| Okänt stämma |                |               |

- 1896 byggde E A Setterquist & Son, Örebro en orgel med 24 stämmor, två manualer och pedal. Orgeln byggdes om 1944 av A Mårtenssons Orgelfabrik AB, Lund. Orgeln hade efter ombyggnationen 37 stämmor, tre manualer och pedal. Setterquist byggde också fasaden i rennässansstil ritad av arkitekt Agi Lindegren, Stockholm, och ornamentsbildhuggeriarbetena utfördes av Olof Debrun (f. 1853), Örebro.[4]
- Den nuvarande orgeln byggdes 1990 av Grönlunds Orgelbyggeri AB, Gammelstaden. Orgeln är mekanisk med slejflådor. Tonomfånget är på 61/32. Orgeln har 1000 fria kombinationer.

| Huvudverk I         | Svällverk II               | Pedal                | Koppel |
| Principal 16'       | Bourdon 16' (1895)         | Bourdon 32´          | I/P    |
| Principal 8´        | Principal 8' (1895)        | Principal 16´ (1895) | II/P   |
| Flûte traversére 8' | Salicional 8' (1895)       | Sousbasse 16' (1895) | II/I   |
| Gamba 8'            | Voix céleste 8'            | Octave 8'            |        |
| Bourdon 8' (1895)   | Flûte á cheminée 8' (1895) | Bourdon 8'           |        |
| Octave 4'           | Octave 4'                  | Flûte 4'             |        |
| Flûte conique 4'    | Flûte d'echo 4'            | Bombarde 16' (1895)  |        |
| Octave 2'           | Nasard 2 2⁄3'              | Trompette 8'         |        |
| Grand Cornet V      | Octavin 2'                 |                      |        |
| Fourniture V        | Tierce 1 3⁄5'              |                      |        |
| Trompette 8'        | Piccolo 1'                 |                      |        |
| Clairon 4'          | Bombarde 16'               |                      |        |
|                     | Hautbois 8'                |                      |        |
|                     | Clairon harmonique 4'      |                      |        |
|                     | Tremulant                  |                      |        |
|                     | Crescendosvällare          |                      |        |

## Bilder

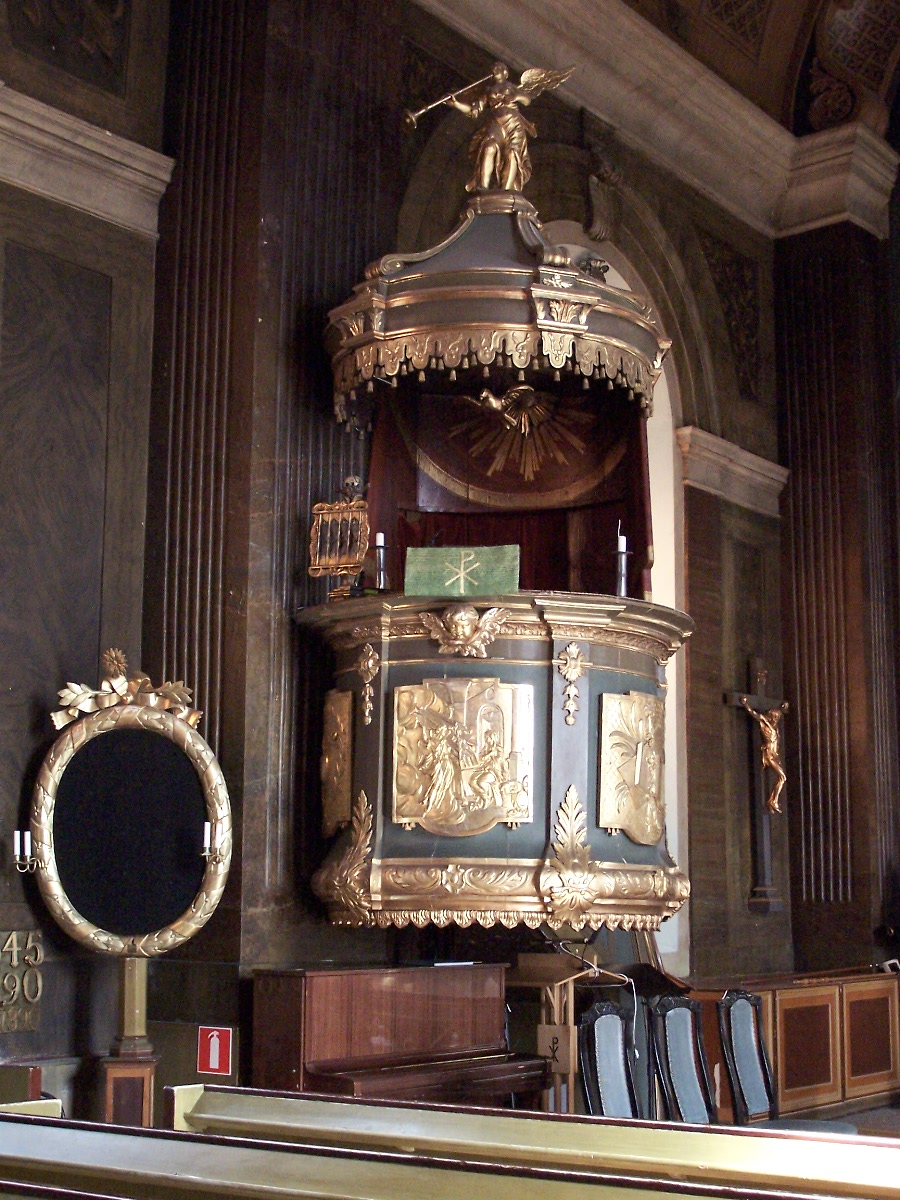
Predikstol
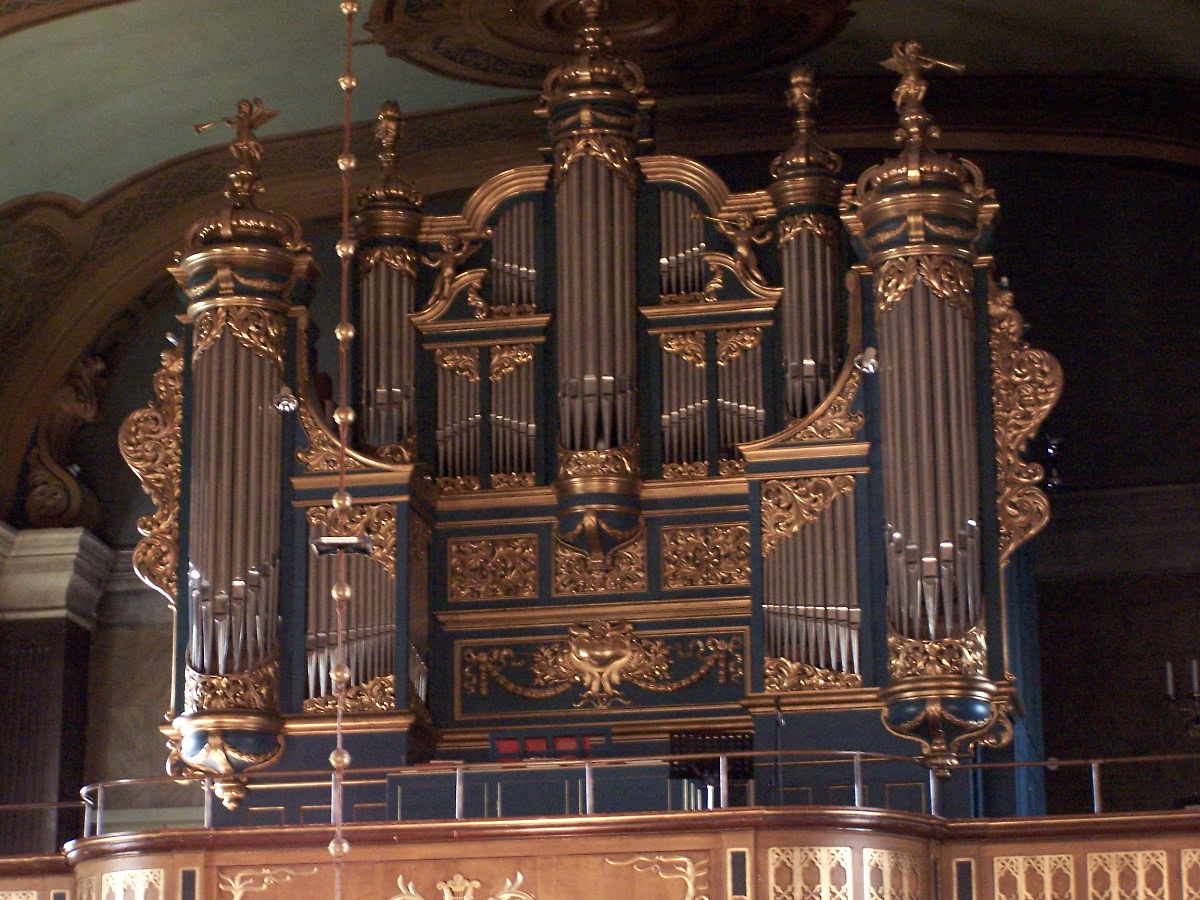
Orgel